# Càries
|  | Per a altres significats, vegeu «Càries (Lacònia)». |

La càries dental, o simplement càries, és una malaltia infecciosa que afecta els teixits durs de la dent. També es coneix popularment com niell, niella, corc/corcadura/picadura de les dents.
Hom parla d'una dent corcada o cucada, o d'un queixal corcat. Si no es tracta la malaltia pot derivar en dolor (dita mal de queixal(s), mal de barres), la pèrdua de la dent o infecció i, en casos greus, la mort.
Existeixen proves que demostren la presència de la malaltia a l'edat del bronze, a l'edat del ferro i a l'edat mitjana, però també abans del Neolític.

## Epidemiologia
Els augments de la prevalença de la càries s'han associat a canvis de la dieta. Avui en dia en una de les malalties més comunes del món.
Hi ha nombroses maneres de classificar la càries dental, però els factors i el desenvolupament dels riscs són, en gran part, similars. A la primeria pot aparèixer com una àrea petita que pot esdevenir una cavitat grossa de color marró. Encara que sovint es pot diagnosticar a ull nu, a vegades cal una radiografia per a confirmar el diagnòstic a les parts menys visibles de la dent.

## Etiologia
La càries és causada per certs tipus de bacteris productors d'àcids (especialment algunes espècies Lactobacillus, Streptococcus mutans i espècies d’Actinomyces) que causen dany en presència de carbohidrats fermentables com la sacarosa, la fructosa i la glucosa. Els nivells d'àcid resultants a la boca afecten les dents pel fet que el contingut mineral de la dent és sensible al pH baix. Específicament, una dent -el contingut de la qual és essencialment mineral- està en constant procés de desmineralització i remineralització. Quan el pH de la superfície de la dent està per sota de 5,5, la desmineralització predomina sobre la remineralització, és a dir, hi ha una pèrdua neta de l'estructura mineral de la dent.

## Tractament
Segons el grau de destrucció, existeixen diversos tractaments per a restaurar la forma, la funció i l'estètica de la dent, però sense regenerar quantitats grans d'estructura de la dent. Les organitzacions dentals aconsellen mesures preventives, com la higiene oral regular i modificacions de la dieta.